# Čtyři z tanku a pes (román)
Čtyři z tanku a pes (starší název Čtyři tankisté a pes nebo Zpět na západ, v polském originále Czterej pancerni i pies) je válečný román polského spisovatele a novináře Janusze Przymanowského. Román vyšel poprvé v roce 1964, v české verzi roku 1968.
Hlavními hrdiny jsou vojáci Polských ozbrojených sil v SSSR – posádka polského tanku „Zrzek“ (polsky: „Rudy“) a pes Šarik. Jde o tank č. 102, v rádiovém spojení označovaný kódem „Habr“. Děj se odehrává na východní frontě 2. světové války od srpna 1944 do května 1945.

## Hlavní postavy
Posádku tanku „Zrzek“ tvoří:
- Jan „Janek“ Kos – střelec-radista, později (po smrti Vasila Semena) velitel tanku. Polský mladík, žijící před napadením SSSR na Sibiři, kde hledal svého otce.
- Gustav „Gustík“ Jelen (v originále Gustaw Jeleń, resp. Gustlik) – střelec-nabíječ. Slezský Polák, původem z Ustroně. Zběhl od německé armády, do které byl násilně naverbován.
- Grigorij „Gřeš“ Saakašvili (v originále Saakaszwili, resp. „Grześ“) – řidič-mechanik. Gruzínec, Jankův přítel ze Sibiře.
- Vasil Semen – velitel tanku. Ruský poručík, který však zahyne u města Wejherowo v době, kdy jsou ostatní v nemocnici.
- Tomáš „Tomek“ Čerešňak (v originále Tomasz Czereśniak) – střelec-nabíječ. Venkovský mladík, který doplní posádku po smrti poručíka Vasila Semena.
- Šarik (tj. rusky „kulička“, v originále Szarik) – německý ovčák, kterého Janek vychoval od štěněte už na Sibiři a který prokazuje posádce i armádě dobré služby; proto se z něj oficiálně stane „pes tankové brigády“.

## Děj
Janek, Gustík, Gřeš a Vasil vstoupí do nově vzniklé tankové brigády, která je součástí Polské armády v SSSR. Je jim přidělen tank číslo 102, kterého záhy pojmenují „Zrzek“. Do tanku s nimi jde bojovat i Jankův pes Šarik (Kulička), který prokázal své mimořádné schopnosti. Společně bojují v řadě bitev na východní frontě a osvobozují řadu polských měst i Varšavu, kde jsou však těžce raněni (kromě velitele). Po návratu z nemocnice zjišťují, že jejich velitel padl a „Zrzek“ je vážně poškozen.
Jenda se ujímá velení tanku, jehož opravu si vynutí u samotného velitele brigády. Do posádky přijímají Tomáše (jehož otce poznali při jedné z dřívějších akcí). Překonávají různé nástrahy: německý výsadek v týlu, vlastní zajetí, ale taky milostná vzplanutí aj. dobrodružství. Při jedné z akcí na pobřeží se Jenda po létech setkává se ztraceným otcem.
Když je Polsko osvobozeno, posádka se účastní dobytí Berlína, a přitom se seznámí se sovětským ženistou, který je k nerozeznání podobný jejich dřívějšímu veliteli. Po válce děj končí happy-endem, který kazí jen zbytečná smrt Vasilova dvojníka na prahu míru. Janek a Gustík se ožení, Grigorij (ač hrdý Gruzínec) se usadí v Polsku, rovněž s úmyslem se oženit, a Tomek se vrací zpět na statek rodičů. Jendův a Tomášův otec - ač z rozdílných společenských vrstev, se setkávají jako poslanci nového „lidového“ polského parlamentu.

## Česká vydání
Kniha se během 70. let 20. století stala velmi populární v mnoha zemích východního bloku. V českém jazyce byla vydána opakovaně – poprvé v roce 1968 pod názvem Zpět na západ, podruhé v letech 1971 a 1972 ve dvou svazcích, potřetí roku 1974 v třísvazkovém souboru. Souhrnně v jednom svazku pak vyšla i v roce 2006:
- PRZYMANOWSKI, Janusz. Zpět na západ. 1. vyd. Praha: Svět sovětů, 1968. 247 s. (Dobrá dobrodružná díla; sv. 53).
- PRZYMANOWSKI, Janusz. Čtyři tankisté a pes. 1. díl. Překlad Helena Stachová. 2. vyd. Praha: Lidové nakladatelství, 1971. 241 s. (Saturn; sv. 61).
- PRZYMANOWSKI, Janusz. Čtyři tankisté a pes. 2. díl. Překlad Helena Stachová. 1. vyd. Praha: Lidové nakladatelství, 1972. 260 s.
- PRZYMANOWSKI, Janusz. Čtyři tankisté a pes. 1. a 2. díl. Překlad Helena Stachová; ilustrace (foto) Romuald Kropat a Francizsek Kadziołka. 3., v tomto souboru 1. vyd. Praha: Lidové nakladatelství, 1974. 3 svazky (318+381 s.).
- PRZYMANOWSKI, Janusz. Čtyři tankisté a pes. 3. díl. Překlad Helena Stachová; ilustrace (foto) Romuald Kropat a Francizsek Kadziołka. 1. vyd. Praha: Lidové nakladatelství, 1974. 238 s. (Saturn; sv. 76).
- PRZYMANOWSKI, Janusz. Čtyři tankisté a pes. Překlad Helena Stachová. 4., v tomto souboru 4. vyd. Praha: Lidové nakladatelství, 1982. 2 svazky (318+381 s.).
- PRZYMANOWSKI, Janusz. Čtyři tankisté a pes. Díl 1 a 2. Překlad Helena Stachová. 4. vyd. Praha: Naše vojsko, 1988. 331+398 s. (Eso; sv. 93. a 94).
- PRZYMANOWSKI, Janusz. Čtyři z tanku a pes. Překlad Helena Stachová. Praha: XYZ, 2006. 534 s. ISBN 80-87021-44-4.

## Adaptace

### Seriál
Podle románu byl Polskou televizí v letech 1966–1970 natočen stejnojmenný televizní seriál, který měl 21 dílů. Janusz Przymanowski společně se svou manželkou Marií napsali scénář k naprosté většině dílů. Jednou z nejznatelnějších změn oproti knižní předloze byla ta, že velitelem tanku nebyl ruský, nýbrž polský poručík pojmenovaný Olgierd Jaroś.

### Divadlo
V květnu 2013 Divadlo loutek Ostrava uvedlo hru Šaryk vzpomíná, která byla volně inspirována Przymanowského románem i seriálem. Vytvořil ji režisér Radovan Lipus s dramaturgem Markem Pivovarem.